# 恋に捧げて〜ヴィクティム・オブ・ラヴ
『恋に捧げて〜ヴィクティム・オブ・ラヴ 』（Victim of Love ）は、1979年に発表されたエルトン・ジョンのスタジオ・アルバム。

## 解説
方向性を模索していたと思われる時期のアルバム。エルトン本人製作の楽曲は1曲もなく、ユーロビート、ディスコミュージック界のプロデューサー、ピート・ベロッテにすべて委ねた形のアルバム。エルトンは歌唱に徹している。
エルトンの音楽全般への貪欲な興味を感じさせるアルバムではあるが、評論家の批評も芳しくなく、セールスも振るわなかった。

## 収録曲
1. ジョニー・B.グッド - "Johnny B. Good"
2. 愛の世界 - "Warm Love In A Cold World"
3. ボーン・バッド - "Born Bad"
4. サンダー・イン・ザ・ナイト - "Thunder In The Night"
5. スポットライト - "Spotlight"
6. ストリート・ブギー - "Street Boogie"
7. 恋に捧げて… - "Victim Of Love"

- 作詞　ピート・ベロッテ
- 作曲　2,6：ピート・ベロッテ,　Stefan Wisnet,　Gunther Moll　3：ピート・ベロッテ,　Geoff Bastow　4：Michael Hofmann　5：Stefan Wisnet, Gunther Moll　7：Sylvester Levay, Jerry Rix

1曲目はチャック・ベリーの楽曲。

## 参加ミュージシャン
- キース・フォーシー - ドラム
- マーカス・ミラー - ベース
- クレイグ・スナイダー - ギター
- ティム・キャンズフィールド - ギター
- ソー・ボールダーソン - キーボード
- ロイ・デイヴィス - キーボード
- パウリーニョ・ダ・コスタ - パーカッション
- マイケル・マクドナルド - バック・ボーカル (7)
- パトリック・シモンズ - バック・ボーカル (7)
- スティーヴ・ルカサー - ギター・ソロ  (2,3)
- マキシン・ウォーターズ・ウィラード - バック・ボーカル
- ジュリア・ウォーターズ・ティルマン - バック・ボーカル

## 製作
- ピート・ベロッテ - プロデューサー
- ソー・ボールダーソン - アレンジャー
- ピーター・ルードマン - エンジニア